# Erhard Lommatzsch
Erhard Lommatzsch (Dresden, 2 de febrer de 1886 - Frankfurt am Main, 20 de gener de 1975) fou un romanista, medievalista i lexicògraf alemany.

## Vida i obra
Lommatzsch va estudiar filologia clàssica, romànica i germànica a Berlín (1905-1910). Va defensar la tesi doctoral el 1910, System der Gebärden. Dargestellt auf Grund der mittelalterlichen Literatur Frankreichs (Berlin 1910), sota la direcció d'Adolf Tobler i Heinrich Morf. La tesi d'habilitació fou de 1913 amb el títol Gautier de Coincy als Satiriker (Halle a.S.). La depressió i malaltia de Morf el van fer retirar i el 1917 Lommatzsch el va substituir en la càtedra. Després passaria per les universitats de Greifswald (a partir de 1921) i Frankfurt am Main, des de 1928 fins al curs 1955-1956, quan es jubilà. Un dels seus alumnes més coneguts és Erich Auerbach, que va llegir la tesi doctoral a Greifswald sota la seva direcció.
Lommatzsch és sobretot conegut pel Altfranzösisches Wörterbuch (1925–2002; 11 volums); diccionari de francès antic, que va elaborar a partir dels materials deixats per Adolf Tobler a la seva mort: unes 20.000 cèdules lexicogràfiques del francès antic. El primer fascicle es va publicar el 1915 però no es completà tota l'obra fins a 2002, quan Hans Helmut Christmann (1929–1995) i els seus col·laboradors (Franz Lebsanft, Richard Baum, Brigitte Frey) la van acabar. Richard Baum n'ha publicat després (2008) un fascicle bibliogràfic.
També fou conegut en el seu moment el seu manual de lírica trobadoresca Provenzalisches Liederbuch, Lieder der Troubadours mit einer Auswahl biographischer Zeugnisse, Nachdichtungen und Singweisen (1917) i també treballà sobre lírica italiana medieval (Beiträge zur älteren italienischen Volksdichtung. Untersuchungen und Texte; 4 vols. 1950-63)
Lommatzsch fou membre de l'Acadèmia de Ciències de Mainz (Mainzer Akademie der Wissenschaften) i membre corresponent de la de Berlín (Deutsche Akademie der Wissenschaften zu Berlin) i de la bàvara (Bayerische Akademie der Wissenschaften). Fou membre d'honor de la Modern Language Association of America i membre corresponent de l'Académie des Inscriptions et belles-lettres (Institut de France).

## Publicacions
Els seus alumnes i amics li van dedicar una miscel·lània, Philologica Romanica (Múnic 1975), que conté també una bibliografia de les publicacions de Lommatzsch.
- Tobler-Lommatzsch. Altfranzösisches Wörterbuch. Adolf Toblers nachgelassene Materialien, bearbeitet und herausgegeben von Erhard Lommatzsch, weitergeführt von Hans Helmut Christmann, unterstützt von Franz Lebsanft, vollendet von Richard Baum und Willi Hirdt, unter Mitwirkung von Brigitte Frey. z.Zt. Stuttgart: Franz Steiner Verlag